# Schlegelella
Schlegelella es un género de bacterias gramnegativas de la familia Comamonadaceae. Fue descrito en el año 2003. Su etimología hace referencia al investigador H. G. Schlegel. Se trata de bacterias aerobias y móviles por flagelo polar. Se encuentran en el ambiente, habiendo sido aisladas de fuentes hidrotermales, suelos y lodos. Actualmente contiene tres especies: Schlegelella aquatica, Schlegelella brevitalea y Schlegelella thermodepolymerans.